# Revue d’histoire nordique
Die Revue d’histoire nordique, auch bekannt als Nordic Historical Review, ist eine geschichtswissenschaftliche Fachzeitschrift, die auf Englisch und Französisch erscheint. Sie wurde 2005 auf Initiative des GERS (Groupe d’Études et de Recherche sur la Scandinavie) und des Pôle Européen Jean Monnet der Universität Toulouse II–Le Mirail gegründet. Sie wird vom Pôle européen Jean Monnet und dem wissenschaftlichen Labor Framespa (Toulouse) herausgegeben. Sie wird von Jean-François Berdah (Université de Toulouse II–Le Mirail), John Peter Collett (Universität Oslo), Maurice Carrez (Universität Straßburg), Susanna Hedenborg (Malmö) und Jean-Marc Olivier (Toulouse) geleitet.
Ihr Themengebiet ist die Geschichte Skandinaviens und der Baltischen Staaten (Dänemark, Estland, Finnland, Island, Lettland, Litauen, Norwegen und Schweden) von den Anfängen bis zur Gegenwart. Außerdem hat sie zum Ziel, die wissenschaftliche Zusammenarbeit zwischen französischen und nordischen Universitäten zu fördern. Viele skandinavische und baltische Hochschullehrer haben schon zur Revue d’histoire nordique beitragen, besonders aus Oslo, Malmö, Göteborg, Stockholm, Uppsala, Riga, Vilnius, Klaipėda, Helsinki, Tampere, Reykjavík, Aarhus und Odense.
Bisher sind vierzehn Hefte zur folgenden Themen erschienen:
1. Industrialisations et sociétés en Europe du Nord (Industrializations and Societies in Northern Europe), Dezember 2005.
2. L’Europe du Nord et la Révolution Française (Northern Europe and the French Revolution), Oktober 2006.
3. Mouvements nationaux et indépendances de la mer du Nord à la mer Baltique (National Movements and Independence from the North Sea to the Baltic Sea), April 2007.
4. Pouvoirs, liens sociaux et idéologies dans la Scandinavie médiévale, XIIe–XVe siècles (Power, Social Relations and Ideologies in Medieval Scandinavia, from the Twelfth to the Fifteenth Centuries), 2007.
5. Bernadotte et son temps 1 : les jeunes années (Bernadotte and his Time. Vol. 1 The Early Years), 2007.
6. Bernadotte et son temps 2 : Un roi de Suède-Norvège français (Bernadotte and his Time 2 : A French King of Sweden), 2008.
7. De l'idée de l'Europe à la construction de l'Europe dans les pays nordiques et baltes (XIXe–XXe siècle) (From the European Idea to European Integration in the Nordic and Baltic States (19th–20th Centuries)), 2009.
8. Le passé et le futur de l'Etat providence nordique (The Past and Future of the Nordic Welfare State), 2009.
9. L'avènement de la démocratie dans les pays scandinaves (1750–1850) (The Coming of Democracy in Scandinavia (1750–1850)), 2010.
10. Hommage à Bertrand de Lafargue (Tribute to Bertrand de Lafargue), 2. Semester 2010.
11. Modes de consommation et style de vie dans les pays nordiques (Consumption Modes and Lifestyles in Nordic Countries), 1. Semester 2011.
12. Sport, sociétés et relations internationales dans le nord de l'Europe (Sport, Societies and International Relationsin the North of Europe), Nr. 13, 2. Semester 2011.
13. Neutralité et culture de paix en Scandinavie, fin du XVIIe et XVIIIe siècles (Neutrality and the Culture of Peace in Scandinavia: End of 17th Century and the 18th Century), Nr. 14, 1. Semester 2012.
14. Les débuts de la Première Guerre mondiale dans l'espace baltique et en Scandinavie (The Beginning of the First World War in the Baltic Area and in Scandinavia), Nr. 15, 2. Semester 2012.